# Elachertus breviclavus
Elachertus breviclavus är en stekelart som beskrevs av Chishti och Shafee 1988. Elachertus breviclavus ingår i släktet Elachertus och familjen finglanssteklar. Inga underarter finns listade i Catalogue of Life.